# Инклинги
Инклингите (на английски: inkling - малък молив) е литературно-дискусионен английски клуб на преподаватели или свързани по друг начин хора с Оксфордския университет, както и писатели и любители на белетристиката. Обикновено, през тридесетте и четиридесетте, те се срещали всеки четвъртък вечер в кабинетите на К. С. Луис и Дж. Р. Р. Толкин за четене и обсъждане на собствени творби, както и за общи приказки.
У. Х. Луис (по-големият брат на К. С. Луис), който е член на клуба, пише: „Честно казано, Инклингите не бяха нито клуб, нито литературно общество, въпреки че в него имаше елементи и от двете. Нямаше правила, служители, програми и официални избори.“.
В периода между 1940 и 1963 г. инклингите се събирали преди обед във вторниците (по-късно в понеделниците) в различни оксфордски пъбове – обикновено, но невинаги в „Eagle and Child“, по-известно като „Bird and Baby“. Това не са официални срещи и противно на популярното схващане, там те не четели своите ръкописи.
Сред най-именитите членове на клуба наред с имената на Толкин и Луис се нареждат и тези на Чарлз Уилямс и Оуен Барфийлд.